# カングル (ハダナラ氏)
カングルはハダナラ氏女真族、初代ハダ国主・萬の落胤（私生子）。
長兄・フルガンと国主の座をめぐって争い、敗れてイェヘに亡命したが、フルガン死後に帰還し、イェヘと結託して再び後継者争いに参戦したことで、ハダは三つ巴となった。明朝に捕縛されてからは野心も消え、まもなく病死した。

## 略歴

### 亡命
万暦10（1582）年旧暦7月、初代ハダ国主・萬が死去。それに伴い萬の長子・フルガンが二代国主に即位した。カングルは萬の私生子という身分ながら国主の座を狙い、フルガンに対抗したが、分を弁えないカングルの野心の強さを警戒したフルガンがカングル殺害を謀ったため、カングルはイェヘ西城主・チンギヤヌの許へ亡命した。カングルはそこでチンギヤヌの娘を嫁に貰っている。フルガンは即位から一年の頃に病気で急逝し、フルガンの長子・ダイシャンが幼くしてその後を継いだ。フルガンの末弟・メンゲブルは当時弱冠19歳にして父・萬の龍虎将軍、左都督を承襲していたものの、諸部を統率するまでの力はなかった。
万暦11（1583）年旧暦7月、蒙古ホルチン部ウンガダイらの騎兵10,000がハダを襲撃。明朝の介入で弾圧された。同年旧暦12月、イェヘがウンガダイらの騎兵10,000を率いてメンゲブルを襲撃。メンゲブルはダイシャンとともに2,000の騎兵で迎撃したが敗れ、以降、放火、掠奪が頻発する。
万暦12（1584）年、イェヘ東西国主のチンギヤヌ、ヤンギヌ兄弟が明朝の策略「市圈計」にはまり殺害された。チンギヤヌの子・ブジャイとヤンギヌの子・ナリムブルが西城、東城の城主にそれぞれ即位した。ここから数年でイェヘは再び勢力を伸長させる。

### 帰還
万暦15（1587） 年旧暦4月、ナリムブルが、蒙古ホルチン部ウンガダイの騎兵10,000を引率れ、ハダ領のバタイ（把太）部落を急襲したが、明朝の介入でダイシャンらは急場を凌いだ。時を同じくし、フルガン死亡の報せを聞いたカングルがハダに帰還した。カングルはこれに先立って兄・ワンシ?（綱実）の後家・孫姐を娶っていたが、帰還するや父・萬の側室・温姐も娶って妻としたことで、ハダはダイシャン、メンゲブル、カングルの三つ巴となった。
温姐は明朝に誅殺されたイェヘ元国主・チンギヤヌ、ヤンギヌ兄弟の妹であり、カングルの末弟・メンゲブルの母でもあった。帰還したカングルは、フルガンへの個人的な怨恨からフルガンの子・ダイシャンを敵対視し、更にハダの内訌を望むイェヘの扇動を受けて、ダイシャンとの溝を深めていった。カングルは温姐とともにイェヘの密通者となり、そこに温姐の子であるメンゲブルが結託したことで、ダイシャン勢力はますます孤立を深め、実質的に分裂したハダはその国力衰頽を深刻化させることとなった。

### 捕縛
万暦15 （1587） 年旧暦6月、ナリムブルがウンガダイの騎兵5,000を率いて再びダイシャンを襲撃すると、内応したカングルはダイシャン属部の阿台蔔花を扇動して謀叛を起させ、ダイシャンの財産や家畜を掠奪し、更にメンゲブルらと共謀してダイシャンの妻・哈爾屯を拉致し殺害した。ダイシャン勢力の安定を望む明朝が介入してメンゲブルに懲罰を課したが、メンゲブルは肯ぜず、ブジャイ、ナリムブルに連れ立って開原（現遼寧省鉄嶺市開原市）に入った。一行にはカングルと温姐も同行したが、二人は陣所にいたところを開原兵備副使・王緘の派遣した明兵によって御用となった。ところが、メンゲブルを刺激して余計に離反させることを危惧した王緘が温姐を釈放したため、イェヘ側に脅迫されたメンゲブルは、ダイシャンを挟撃して自らの居住する部落を焼き払い、母・温姐を連れてイェヘに高跳びした。
万暦16 （1588） 年旧暦2月、巡撫・顧養謙らはイェヘ討伐を決定した。同年旧暦3月13日、大将軍・李成梁率いる明軍がイェヘの西城に到着し、イェヘは東西の兵力を合わせて抗戦したが、二日以上に亘る激戦の末、（貢勅の分配を条件に）降伏した。

### 釈放
万暦16 （1588） 年旧暦3月、明朝ではハダ存続に向けた方針について議論が交わされた。まだ歳若くして猜疑心の強いダイシャンは、属部諸酋長を信用できず、動もすれば諸酋長の排除を考えたが、それでは国内勢力を統率することは困難だった。そこで明朝は、年長のカングルを釈放してダイシャンの補佐役を務めさせることで、萬の子孫を全員生存させることができ、且つダイシャンは内政を明朝に恃み、ヌルハチのマンジュ（建州部）とは姻戚関係で繋がっているため、イェヘの謀略を挫くことができると考えた。
同年旧暦4月1日、カングルが釈放された。釈放に際して明朝は、ダイシャンへの服従と補佐を命じ、同時に、ダイシャンにはカングルを叔父として、温姐を祖母として礼儀を以て接するよう命じ、家畜を屠って盟誓させた。明朝は続いてハダとイェヘの仲裁策として、フルン（海西女直）に分配された全999道の貢勅のうち、ハダに500道を、イェヘに499道をそれぞれ与えることを伝えた。カングルにはハダの500道の内、メンゲブルに次ぐ181道が与えられた。

### 死去
万暦16（1588）年、温姐を携えて自らの部落に帰還した数箇月後、カングルは病死した。瞑目に際して、カングルは明朝の大恩に感謝し、明朝の恩に背く勿れと温姐とメンゲブルを諭した。カングルの貢勅181道はメンゲブルの手に渡ったが、メンゲブルはイェヘへの移徙を企図して嫌がる母・温姐を無理やり拉し去り、同年旧暦7月、温姐は乳瘡（乳腺炎）により死去した。

## 家庭
- 妻妾・孫姐：元は兄・ワンシ?（綱実） の後家[9]。
- 妻妾：イェヘ西城主・チンギヤヌの娘。名不詳。
- 妻妾・温姐：イェヘ国主・チンギヤヌ兄弟の妹。元は父・萬の妾で、末弟・メンゲブルの母。
  - 子・古莫台州：母不詳。後に建州部により殺害された[31]。

## 参照先・脚註
1. ↑   萬曆武功錄音-康古六列傳. 不詳
2. ↑  『八旗滿洲氏族通譜』巻23、『滿洲實錄』巻1では萬→子・フルガン→弟・カングル→弟・メンゲブル（→子・ウルグダイ）と国主が続いたとしている。一方、『清史稿』巻223の書き方はそこまで簡単ではない。それによると、カングルはフルガン統治時代にイェヘに亡命し、フルガン死後に帰還したが、フルガンの子・ダイシャン、萬の末子・メンゲブルの三人で国を三分したとしている。その後、明朝の方針でダイシャンを擁立し、カングルを補佐にあてることになったが、カングル病死後、ダイシャンがメンゲブルとイェヘの共謀で殺害され、メンゲブルがハダの実権を握って国主に即位する。つまり、カングルがハダの実権を握ったことはなく、明朝の支持を受けていたこともない。明朝側の史料 (東夷考略) も『清史稿』と概ね同様。
3. ↑  “哈達地方納喇氏”. 八旗滿洲氏族通譜 (Wikisource版). 23. 四庫全書 2023年8月27日閲覧. "萬卒子扈爾干繼之扈爾干卒弟康古魯繼之康古魯卒弟孟格布禄繼之"
4. ↑  “哈達國汗姓納喇名萬本呼倫族也”. 滿洲實錄 (Wikisource版). 1. 不詳 2023年8月27日閲覧. "萬汗卒子扈爾漢襲位八月而卒其弟康古嚕襲之康古嚕卒弟蒙格布祿襲之"
5. ↑  『清史稿』巻223に拠れば、フルガンは万暦10年旧暦8月に研修部の部落を襲撃している。万暦11年旧暦7月にはダイシャンが後を継いでいるため、フルガンの死亡した時期はこの間ということになる。
6. ↑  “萬”. 清史稿. 223. 清史館. "扈爾干旋卒。孟格布祿年十九，襲父職龍虎將軍、左都督，衆未附。"
7. ↑  「西虜"恍惚太"」、「蒙古科爾沁貝勒"瓮阿岱"」などと書かれるが同じ人物。「西虜」は明朝の西ではなく、東海の西の意、つまり明朝の北にあたり、ホルチン （科爾沁）部もその位置にいたとされる。
8. ↑  『清史稿』巻223には「明制，凡諸部互市，築牆規市場，謂之『市圈』」とある。壁を築いて設けられた市場を明朝では「市圏」と呼び、チンギヤヌ兄弟はその「市圏」に「貢勅と褒賞をやるから出てこい」と誘い込まれ、四方に潜伏していた明兵の「袋叩き」にあって殺された。
9. 1 2  李澍田 1986, p. 191；引自《万历武功录·康古六列传》
10. ↑  同じ内容の事件を記した文章が、『東夷考略』では万暦15年6月、『清史稿』巻223では万暦16年となっている。『清史稿』ではその文章の直後に万暦16年2月の内容が載っているため、上の「万暦16年」は1-2月の間ということになる。ちょうど年の変り目で怪しいため、ここでは『東夷考略』の説をとった。
11. ↑  “海西考”. 東夷考略. 不詳. "十五年……六月因約歹商叛夷阿臺蔔花反攻歹商鹵資畜……"
12. ↑  ダイシャンの妻を拉致した人物については、(確認できる限りでは) ①メンゲブルとカングルの共謀 (東夷考略)、②ナリムブル (清史稿-223) の二つ。
13. ↑  “海西考”. 東夷考略. 不詳. "十五年……六月……猛骨孛羅以母溫姐故亦助康古陸奸收歹商妻協謀誘殺……"
14. ↑  “萬”. 清史稿. 223. 清史館. "十六年，……納林布祿並掠岱善妻哈爾屯以去。"
15. ↑  “萬”. 清史稿. 223. 清史館. "明邊吏議絕孟格布祿市，以所部及土田、牲畜盡歸於岱善。"
16. ↑  イェヘの本拠地は開原の北にあったため、明朝からは「北関」と呼ばれた。対してハダの本拠地は開原の南にあったため、「南関」と呼ばれた。ここでは「南関」ことハダに攻め込んだイェヘ軍が、開原を経由して「北関」、つまり自らの領地に引き上げることを指しているものと思われる。
17. 1 2  “萬”. 清史稿. 223. 清史館. "孟格布祿不聽，復與布寨、納林布祿、康古魯入開原，溫姐偕。"
18. ↑  確認できる限りでは、「18の村落」（往"十八寨"）とする説（東夷考略）と、「18里の村落」(居"十八里寨") とする説 (清史稿) の二つがある。数字は特に重要ではないと判断し訳文からは削った。
19. ↑  “海西考”. 東夷考略. 不詳. "……而猛骨孛羅竟爲北關誘脅從那酋夾攻歹商因自焚其巢往十八寨並劫溫姐去……"
20. ↑  “萬”. 清史稿. 223. 清史館. "孟格布祿將其孥從納林布祿往葉赫，居十八里寨，於是圖岱善益急，……明邊吏議絕孟格布祿市，……孟格布祿不聽，……孟格布祿自葉赫攻岱善，自焚其所居，劫溫姐去。"
21. ↑  “楊吉砮”. 清史稿. 223. 清史館. "十六年二月，巡撫顧養謙決策討布寨、納林布祿。"
22. ↑  “楊吉砮”. 清史稿. 223. 清史館. "月將晦，成樑自海州乘傳出，三月十有三日，至開原。……雞鳴，發威遠堡，行三十里，至葉赫屬酋落羅寨。……又行三十里，至葉赫城下。"
23. ↑  “楊吉砮”. 清史稿. 223. 清史館. "明師攻二日，……城堅不可拔。……發巨礮擊城，……明軍車載雲梯至，直立，齊其內城，將置巨礮其上。"
24. ↑  “楊吉砮”. 清史稿. 223. 清史館. "二酋始大懼，出城乞降，請與南關分敕入貢。"
25. ↑  “萬”. 清史稿. 223. 清史館. "先是扈爾干許以女歸太祖，十六年，岱善親送以往，太祖爲設宴成禮。"
26. ↑  明末の女真は明朝から与えられる入貢勅書（貢勅）をどれだけ手に入れられるかがそのまま勢力の強大さに通じた。珍品を明朝に貢げば莫大な富が懐に転がり込むため、勅書は正に大金そのものであった。そして、フルンの女真 (海西女直) に与えられる勅書は1,000と決まっていた。チンギヤヌ、ヤンギヌ兄弟の祖父・チュクンゲは一定の勢力を有し、その1,000の勅書の内の過半数を保有していたが、明朝に忠義を尽くすハダ部のワンジュ･ワイランがチュクンゲを誅滅した際にその勅書を横奪した。イェヘのハダに対する深い恨みはここに発する。その後、ワンジュの後を継いだ萬の時代になってハダは勅書をコンプリートしてしまうが、ハダの国力の衰頽と並行してイェヘが盛り返すと、徐々に勅書もイェヘに流れていった。
27. ↑  “海西”. 東夷考略. 不詳. "蓋自永樂以來給海西屬夷敕由都督至百戶凡九百九十九道按敕驗馬入貢兩關酋領之視強弱上下先是逞仰二奴父强則北關多及王臺強則南關多多至七百道北關不能三之一"
28. 1 2  赵东升 & 宋占荣 1992, p. 149
29. ↑  “海西考”. 東夷考略. 不詳. "又亡何溫姐以乳瘡亦死"
30. ↑  “萬”. 清史稿. 223. 清史館. "孟格布祿謀盡室徙依葉赫，度溫姐不從，微告布寨、納林布祿以兵至。孟格布祿縱火燔其居，趣溫姐行，溫姐不可，强扶持上馬，鬱鬱不自得，七月亦死。"
31. ↑  李澍田 1986, p. 227；引自《辽夷略》

## 参照史料・文献
- 茅瑞徵『東夷考略』1621? （中国語）
- 愛新覚羅･弘昼, 西林覚羅･鄂尔泰, 富察･福敏, （舒穆祿氏）徐元夢『八旗滿洲氏族通譜』四庫全書, 1744 （中国語）
- 編者不詳『滿洲實錄』巻1, 1781年 （中国語）
- 趙爾巽, 他100余名『清史稿』巻223, 清史館, 1928年 （中国語）
- 李澍田『海西女真史料』吉林文史出版社, 1986 （中国語）　＊维基百科より引用。
- 趙東昇, 宋占栄『乌拉国简史』中共永吉県委史弁公室, 1992 （中国語）　＊维基百科より引用。